# Toyotama-gun

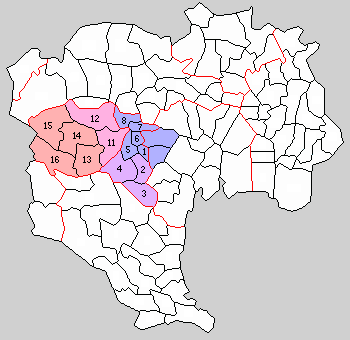
Die neuen Gemeinden der beiden Vorläuferlandkreise in der Präfektur Tokio nach der Großen Meiji-Gebietsreform 1889:
1. Stadt Naitō-Shinjuku (内藤新宿町),
2. Dorf Sendagaya (千駄ヶ谷村),
3. Dorf Shibuya (渋谷村),
4. Dorf Yoyohata (代々幡村),
5. Stadt Yodobashi (淀橋町),
6. Dorf Ōkubo (大久保村),
7. Dorf Totsuka (戸塚村),
8. Dorf Ochiai (落合村),
11. Dorf Nakano (中野村),
12. Dorf Nogata 野方村,
13. Dorf Wadahorinouchi 和田堀内村,
14. Dorf Suginami (杉並村),
15. Dorf Iogi (井荻村),
16. Dorf Takaido (高井戸村)
In Flächenfarben heutige Gemeinden: blau Shinjuku-ku, lila Shibuya-ku, pink Nakano-ku, rot Suginami-ku

Toyotama (jap. 豊多摩郡 Toyotama-gun) war von 1896 bis 1932 ein Landkreis (-gun) der japanischen Präfektur (-fu) Tokio. Er lag in den heutigen [„Sonder-“]Bezirken ([tokubetsu]-ku) Shinjuku, Shibuya, Nakano und Suginami.
Toyotama entstand 1896 durch den Zusammenschluss der Landkreise Süd-Toshima (Minami-Toshima; 1878/79 bei der Teilung von Toshima entstanden) und Ost-Tama (Higashi-Tama; 1878/79 bei der Teilung von Tama entstanden). Der Name Toyotama ist eine Zusammenziehung des 豊 von Toshima mit 多摩 Tama. Zu Beginn bestand der Kreis aus zwei Städten und zwölf Dörfern. Die Kreisverwaltung wurde in der Stadt Yodobashi eingerichtet, nicht in einer der beiden ursprünglichen Kreisstädte (Naitō-Shinjuku für Süd-Toshima und Nakano für Ost-Tama). Alle Dörfer in Toyotama wurden im Lauf der Jahre zu Städten aufgewertet, die letzten drei 1926. 1920 wurde die Stadt Naitō-Shinjuku in die kreisfreie Stadt (-shi) Tokio eingemeindet und Teil des Bezirks (-ku) Yotsuya. In den 1920er Jahren wurden Kreistag (1923) und Kreisverwaltung (1926) von Toyotama wie überall im Land aufgelöst.
1932 schließlich wurden alle 13 Städte aus dem Landkreis Toyotama in die Stadt Tokio (nun „Groß-Tokio“) eingemeindet und dort Teil der Stadtbezirke Yodobashi, Shibuya, Nakano und Suginami.